# Hadrawi
Hadrawi (ou Hadraawi ; en arabe : هدراوى), né Maxamed Ibraahim Warsame en 1943 à Yeyle au sud de Burco (Somalie britannique) et mort le 18 août 2022 à Hargeisa (Somaliland), est un penseur, philosophe, poète, dramaturge et parolier somalien.

## Biographie
Né dans une famille pauvre, Hadrawi s'installe avec son oncle à Aden (Yemen) à l'âge de dix ans et entre à l'école. Dix ans plus tard, il commence à enseigner comme instituteur. Il s'installe à Mogadiscio après l'indépendance de la Somalie et travaille pour Radio Mogadiscio et le ministère de l'Information. Il enseigne aussi à l'université de Lafoole. 
Pendant le régime militaire, il écrit des textes hostiles au gouvernement, ce qui lui vaut d'être emprisonné de 1973 à 1978. À sa sortie de prison, il rejoint le Mouvement national somalien basé en Éthiopie. En 1991, il s'installe au Royaume-Uni et voyage beaucoup dans le monde pour participer à des festivals de poésie. En 1999, il retourne en Somalie, d'abord à Hargeisa (Somaliland), puis à Burco. 
Considéré comme le plus grand poète somali de tous les temps, d'ailleurs la langue somalie est si souvent appelée, la langue de Hadraawi, il reçoit le Prix du Prince Claus en 2012.